# Phytomyza homogyneae
Phytomyza homogyneae är en tvåvingeart som beskrevs av Friedrich Georg Hendel 1927. Phytomyza homogyneae ingår i släktet Phytomyza och familjen minerarflugor. Inga underarter finns listade i Catalogue of Life.